# مارتن آداميك
مارتن آداميك هو لاعب كرة قدم سلوفاكي في مركز الوسط، ولد في 14 أغسطس 1998 في سلوفاكيا. لعب مع نادي سانت بولتن وياغيلونيا بياويستوك.

## وصلات خارجية
- مارتن آداميك على موقع قاعدة بيانات كرة القدم.إي يو (الإنجليزية)
- مارتن آداميك على موقع Soccerway.com (الإنجليزية)
- مارتن آداميك على موقع عالم كرة القدم.نت (الإنجليزية)